# Nikos Kodzias
Nikolaos (Nikos) Kodzias, gr. Νικόλαος (Νίκος) Κοτζιάς (ur. 19 listopada 1950 w Atenach) – grecki polityk i dyplomata, aktywista komunistyczny, poseł do Parlamentu Hellenów, od stycznia do sierpnia 2015 oraz od września 2015 do października 2018 minister spraw zagranicznych.

## Życiorys
Studiował ekonomię, nauki polityczne i prawo na Uniwersytecie Narodowym im. Kapodistriasa w Atenach oraz na Uniwersytecie w Gießen, uzyskując doktorat. Pracował jako nauczyciel akademicki m.in. na Uniwersytecie Harvarda oraz na Uniwersytecie Oksfordzkim.
Długoletni działacz komunistyczny, związany z Komunistyczną Partią Grecji, której był ideologiem. Za działalność polityczną dwukrotnie skazywany w okresie rządów junty czarnych pułkowników. Publicznie wspierał politykę Związku Radzieckiego, jak też zdelegalizowanie w latach 80. przez polskie komunistyczne władze „Solidarności”.
Od 1993 do 2008 był dyplomatą, od 2005 w randze ambasadora. Brał udział w negocjacjach traktatu amsterdamskiego, Agendy 2000, konstytucji europejskiej. Podczas pracy w greckim MSZ zajmował się również dialogiem grecko-tureckim. Później został profesorem na Uniwersytecie w Pireusie. Autor licznych publikacji książkowych i artykułów naukowych, aktywny także jako komentator polityczny w prasie.
W styczniu 2015 objął urząd ministra spraw zagranicznych w rządzie Aleksisa Tsiprasa, sprawując go do sierpnia tegoż roku. W wyborach z września 2015 uzyskał z listy Syrizy mandat posła do Parlamentu Hellenów. W tym samym miesiącu powrócił na stanowisko ministra spraw zagranicznych w drugim gabinecie Aleksisa Tsiprasa.
Uważany za polityka prorosyjskiego, przeciwnego nakładaniu dalszych sankcji na Rosję związanych z kryzysem krymskim, utrzymującego (np. według „The Economist”) bliskie relacje z rosyjską elitą polityczną. W październiku 2018 odszedł z rządu po konflikcie z ministrem Panosem Kamenosem.